# Bürokratiekosten
Bürokratiekosten sind Belastungen, die durch einen bestimmten Grad an Bürokratie bzw. durch ein Mehr oder Weniger an Bürokratie entstehen. Der Begriff spielt sowohl in der Bürokratieforschung als auch im Zusammenhang mit der politischen Diskussion zum Bürokratieabbau eine wichtige Rolle, da die gewählte Abgrenzung einen Einfluss auf die Ergebnisse bzw. Schlussfolgerungen hat.

## Verwendung des Bürokratiekostenbegriffs
Der Begriff wird unterschiedlich verwendet.
- In der ökonomischen Theorie der Bürokratie werden die Kosten durch das Budget der öffentlichen Verwaltung untersucht. Ein berühmter Vertreter dieses Zweigs ist William A. Niskanen.
- Im Zusammenhang mit Unternehmen wird oft von Bürokratieüberwälzungskosten gesprochen. Bürokratieüberwälzungskosten bezeichnen dabei diejenigen Kostenbestandteile, die im privatwirtschaftlichen Unternehmen entstehen aufgrund „der vom Staat auf die Privatwirtschaft durch Gesetz und Recht überwälzten Verwaltungsarbeiten“ (zum Beispiel Lohnsteueranmeldung), „die die Privatwirtschaft dann für den Staat unentgeltlich zu erbringen hat“.[1] Hierfür hat sich in der englischsprachigen Literatur der Begriff administrative costs eingebürgert.
- Das Standardkosten-Modell (SKM), englisch Standard Cost Model (SCM), verwendet den Begriff der Informationskosten. Der Begriff kann insofern verwirrend sein, da es sich hierbei nicht um Kosten handelt, die das Unternehmen zur Informationsbeschaffung aufwenden muss, sondern um administrative Kosten, die aus der Bereitstellung von Informationen durch das Unternehmen für öffentliche Einrichtungen oder Dritte resultieren. Obwohl im Zusammenhang mit dem SKM oft von der Messung aller Bürokratiekosten die Rede ist, stellen Informationskosten nur einen Teil der administrativen Kosten dar, die wiederum nur eine Untermenge aller Bürokratiekosten sind.
- Häufig werden Bürokratiekosten fälschlich auch mit Regulierungskosten bzw. Erfüllungskosten, englisch compliance costs, gleichgesetzt. Zu solchen Kosten zählen aber alle Kosten, die in Zusammenhang mit der Erfüllung eines Gesetzes anfallen, also auch z. B. der gesetzlich vorgeschriebene Einbau von Filteranlagen.
- Dem Empfinden vieler Normadressaten nach sind Bürokratiekosten Belastungen, die durch unsinnige oder zu viele Vorschriften sowie durch – in den Augen der Betroffenen – mangelnde Qualität der Arbeit von Mitarbeitern in Behörden entstehen.[2]

## Problem unterschiedlicher Begriffsdefinitionen
Unterschiedliche Begrifflichkeiten erschweren eine sachliche Diskussion über die zu ergreifenden Schritte zur Entlastung des Bürgers bzw. Unternehmens. Ein Beispiel dafür ist der Kündigungsschutz: Das Bestehen eines Kündigungsschutzes an sich ist weder bürokratisch noch unbürokratisch, sondern Ausdruck eines gesellschaftlichen Bedürfnisses, das sich in der Entscheidung gewählter und somit legitimierter Mandatsträger niedergeschlagen hat. Die Existenz eines Kündigungsschutzes an sich immer wieder in die Bürokratiediskussion einzubringen ist also wenig sinnvoll. Genauso kontraproduktiv ist jedoch auch die daraus abgeleitete Ansicht, das gesamte Regelwerk zum Kündigungsschutz damit zum Tabuthema im Hinblick auf bürokratiebedingte Belastungen zu erklären. Denn einzelne Vorschriften können durchaus bürokratisch sein und so auch Bürokratiekosten verursachen.

## Ein umfassenderer Bürokratiekostenbegriff
Eine weiter gefasste Abgrenzung mit der Konzentration auf durch staatliche Eingriffe verursachte Bürokratiekosten in Unternehmen liefern Schorn und Richter (vgl. Schorn/Richter, 2006).
Ausgangspunkt ist die Feststellung, dass Bürokratiekosten nur dann entstehen können, wenn eine Bürokratisierung bzw. Entbürokratisierung stattgefunden hat. Was Bürokratie und damit auch Bürokratisierung eigentlich bedeutet, hat Max Weber, auf den nahezu alle Arbeiten zu diesem Thema aufbauen, bereits 1921 beschrieben. Zusammengefasst ist Bürokratie die Form der Organisation einer Verwaltung. Dabei kann es sich sowohl um die Verwaltung eines Staates als auch eines Unternehmens handeln. Weber hat auch die Merkmale beschrieben, die eine bürokratische Organisation kennzeichnen:
- Feste Kompetenzen
- Amtshierarchie
- Geschäftsführung durch Akten
- Fachschulung und hauptberufliche Tätigkeit (heute selbstverständlich und daher kein herausragendes Merkmal mehr)
- Arbeiten nach festen Regeln

Mit der zunehmenden Ausprägung dieser Merkmale geht eine Zunahme der Bürokratisierung einher. Mehr oder weniger Bürokratiekosten können also nur entstehen, wenn sich an dieser Bürokratisierung etwas ändert.

### Bürokratiekosten in der Unternehmensverwaltung
Voraussetzung für staatlich induzierte Bürokratiekosten ist ein staatlicher Eingriff. Ein solcher Eingriff kann auf verschiedene Weise erfolgen. Zunächst greift der Staat natürlich durch Rechtsnormen – also Gesetze und Rechtsverordnungen – in die Unternehmenstätigkeit ein. Findet infolge eines Gesetzes eine Bürokratisierung der Unternehmensverwaltung statt – zum Beispiel Einführung einer Dokumentationspflicht – und entstehen dem Unternehmen dadurch Kosten, handelt es sich eindeutig um Bürokratiekosten, die durch den Staat verursacht werden. Der Staat greift aber nicht nur durch Rechtsnormen ins Geschäftsleben ein, sondern auch durch seine eigene Verwaltung. So kann zum Beispiel eine Behörde die Einreichung eines Antrags in dreifacher Ausfertigung verlangen, obwohl dies keine Rechtsnorm zwingend verlangt. Dabei spielt es keine Rolle, ob das Verlangen einer dreifachen Ausfertigung in einer Verwaltungsvorschrift begründet ist, denn Verwaltungsvorschriften sind Regeln der Verwaltung und binden daher auch nur die Mitarbeiter derselben, aber nicht den Unternehmer (vgl. Maurer, 2002; Jarass, 1999). Erst mit dem Verwaltungsakt hat die Verwaltungsvorschrift auch Folgen für diesen. Dennoch beachten Unternehmen bereits im Vorgriff auf einen Verwaltungsakt eine Vielzahl von Verwaltungsvorschriften, um einen Verwaltungsakt zu vermeiden, den ein Nichtbeachten – zum Beispiel einer Einkommensteuer-Richtlinie – zur Folge hätte. Jeder Eingriff des Staates – sei es durch Rechtsnormen oder durch die Verwaltung des Staates – in die Verwaltung des Unternehmens kann also zu mehr oder weniger Bürokratiekosten führen.

### Bürokratiekosten in der Leistungserstellung eines Unternehmens
Der Staat greift aber nicht nur in die Verwaltung des Unternehmens ein, sondern in alle Bereiche, also auch in Produktion und Absatz oder zusammengefasst in die Leistungserstellung. Nun wird aber niemand die Kosten beispielsweise für den Einbau eines gesetzlich vorgeschriebenen Abgasfilters als Bürokratiekosten bezeichnen. Zwar müssen neue Anforderungen in Gesetzen verwaltet werden, womit auch Bürokratiekosten (hier in Form von Such- und Informationskosten) verbunden sind, die Investitionen hingegen liegen außerhalb der Verwaltung. Anders sieht dies aus, wenn der Filtereinbau nicht gesetzlich vorgeschrieben ist, sondern aufgrund einer Verwaltungsvorschrift erfolgt. Hier entstehen die Kosten zwar nicht in einer Verwaltung (die des Unternehmens), aber aufgrund einer Verwaltung (die des Staates). Die Bürokratisierung findet also nicht im Unternehmen, sondern beim Staat selbst statt, erzeugt dennoch Kosten beim Unternehmen.

### Arten von Bürokratiekosten infolge staatlicher Eingriffe
Unter Berücksichtigung der vorangegangenen Einteilung in Unternehmensverwaltung und Leistungserstellung lassen sich diese Kosten den Bereichen Verwaltung und Leistungserstellung zuordnen:
- Kosten in der Verwaltung:
  - Kosten für Verwaltungsaufgaben
  - Such- und Informationskosten

- Kosten in der Leistungserstellung:
  - Investitions-/Produktionskosten
  - Kosten aus entgangenem Gewinn
  - Zahlungen an den Staat oder Private

Inwieweit Kosten bürokratiebedingt sind, hängt davon ab, ob diese
- in der Unternehmensverwaltung oder Leistungserstellung anfallen.
- in einer Rechtsnorm oder einer Verwaltungsvorschrift begründet sind.
- aus einem Verwaltungsakt resultieren.

Während die Beurteilung der Kosten in der Unternehmensverwaltung vergleichsweise einfach ist, sind solche in der Leistungserstellung nicht immer direkt als Bürokratiekosten erkennbar. Ein Beispiel aus dem Arbeitsschutz soll dies für Kosten durch eine Investition in Toilettenräume veranschaulichen:
„Eine Investition, um überhaupt eine Toilette bereitzustellen, zählt wohl genauso wenig zu den bürokratiebedingten Kosten wie Filter in Industrieanlagen mit hochgiftigen Emissionen. Hingegen werden wahrscheinlich die meisten Menschen eine Investition, die nur eine normale Toilette den Bestimmungen der Verwaltungsvorschrift ASR 37/1 (Arbeitsstätten-Richtlinie Toilettenräume) anpasst, mit Bürokratie assoziieren. Diese „gefühlte“ Einordnung lässt sich methodisch begründen. Die Anforderung, eine Toilette für Beschäftigte zu haben, findet sich in der Arbeitsstättenverordnung und ist somit als Rechtsnorm Teil der politischen Gestaltung. Investitionskosten für ein Unternehmen sind in diesem Fall also unabhängig von einer bürokratischen Verwaltung entstanden. Hingegen resultieren Kosten infolge einer Anpassung vorhandener Toiletten aus der ASR 37/1 und sind somit unmittelbar in der staatlichen Bürokratie begründet.“

## Bürokratiekostenindex
Die Einführung des Bürokratiekostenindex (BKI) wurde Anfang des Jahres 2012 von der Bundesregierung beschlossen. Seine Basis sind die Bürokratiekosten der Wirtschaft zum Stand 1. Januar 2012. Die Einführung eines BKI ist ein Baustein des Programms „Bürokratieabbau und bessere Rechtsetzung“ der Bundesregierung. Die Aktualisierung des Bürokratiekostenindex erfolgt Mitte des Folgemonats, veröffentlicht werden die jeweiligen Monatswerte nach Beendigung jedes Quartals.
| Jahr      | 2012   | 2013   | 2014   | 2015   | 2016  | 2017  | 2018  | 2019  | 2020  | 2021  | 2022  | 2023  | 2024  |
| --------- | ------ | ------ | ------ | ------ | ----- | ----- | ----- | ----- | ----- | ----- | ----- | ----- | ----- |
| Januar    | 100,00 | 100,28 | 100,32 | 100,02 | 99,10 | 98,99 | 99,19 | 99,49 | 98,61 | 97,50 | 96,96 | 97,56 | 95,98 |
| Februar   | -      | 100,29 | 100,33 | 100,02 | 99,10 | 98,97 | 99,19 | 99,49 | 98,60 | 97,68 | 97,04 | 97,73 | 96,04 |
| März      | -      | 100,25 | 100,33 | 100,23 | 99,01 | 98,97 | 99,11 | 99,50 | 98,66 | 97,64 | 97,04 | 98,14 | 94,61 |
| April     | -      | 100,26 | 100,33 | 100,22 | 99,08 | 98,94 | 99,11 | 99,52 | 98,64 | 97,77 | 97,31 | 98,25 |       |
| Mai       | 100,27 | 100,30 | 100,31 | 100,22 | 99,07 | 98,94 | 99,13 | 99,52 | 98,65 | 97,91 | 97,31 | 98,28 |       |
| Juni      | 100,30 | 100,30 | 100,40 | 98,99  | 98,97 | 99,16 | 99,13 | 99,57 | 98,68 | 97,89 | 97,43 | 98,41 |       |
| Juli      | 100,24 | 100,32 | 100,41 | 99,00  | 98,98 | 99,21 | 99,12 | 99,57 | 98,66 | 98,69 | 97,32 | 98,44 |       |
| August    | 100,25 | 100,33 | 100,40 | 98,72  | 98,24 | 99,18 | 99,15 | 99,70 | 98,55 | 98,78 | 97,45 | 98,41 |       |
| September | 100,21 | 100,32 | 100,35 | 98,70  | 98,24 | 99,03 | 99,24 | 98,64 | 98,56 | 98,98 | 97,19 | 95,82 |       |
| Oktober   | 100,23 | 100,32 | 100,36 | 98,79  | 98,73 | 99,17 | 99,24 | 98,66 | 98,55 | 99,01 | 97,48 | 95,95 |       |
| November  | 100,25 | 100,31 | 100,08 | 99,10  | 98,73 | 99,17 | 99,01 | 98,84 | 98,54 | 99,02 | 97,48 | 95,96 |       |
| Dezember  | 100,27 | 100,31 | 100,13 | 98,10  | 99,0  | 99,11 | 99,49 | 98,63 | 98,52 | 96,97 | 97,60 | 95,92 |       |

### Bürokratiekosten für die deutsche Wirtschaft
Eine Berechnung der durch die Bürokratie des Bundes verursachten Kosten für die deutsche Wirtschaft, die vom Statistischen Bundesamt vorgenommen wurde, beziffert die Kosten für 2015 auf knapp 43 Milliarden Euro. 2024 betrugen die jährlichen Bürokratiekosten der Wirtschaft schon rund 67 Milliarden Euro. Das Münchener ifo-Institut bezifferte die Bürokratiekosten 2024 sogar auf jährlich 146 Milliarden Euro Wirtschaftsleistung.
Durch das Finanzministerium entstehen 3667 Informationspflichten, was einer Belastung für die Wirtschaft von knapp 17,4 Milliarden Euro entspricht. Es folgt das Ministerium für Justiz und Verbraucherschutz mit 898 Informationspflichten mit rund elf Milliarden Euro Kosten. Die Bundesregierung verursacht Kosten von etwa 4,2 Milliarden Euro, gefolgt vom Gesundheitsministerium mit 766 Informationspflichten, die Kosten von rund 3,4 Milliarden Euro auslösen. Dabei fallen vor allem Dokumentationspflichten für Ärzte und Apotheker ins Gewicht. Das Arbeitsministerium schreibt 441 Informationspflichten vor, die Kosten von knapp 1,1 Milliarden Euro verursachen.
Darin nicht enthalten ist der Umstellungsaufwand durch neue Vorschriften. Dieser wird bei der Kostenfolgenschätzung nicht ausreichend abgebildet, wie Unternehmensbefragungen durch das Institut für Gesetzesfolgenabschätzung und Evaluation (InGFA) im Auftrag der Stiftung Familienunternehmen ergaben. Der einmalige Umstellungsaufwand, den ein Gesetz verursacht, sollte nach Ansicht des Instituts periodisiert und als laufender Erfüllungsaufwand ausgewiesen werden.
Ein Aufschlag für durchschnittliche „Overhead-Kosten“ gemäß den Erfahrungsdaten aus anderen EU-Staaten erhöht die berechnete Gesamtkostenbelastung der deutschen Unternehmen noch weiter. Zu diesen Kosten wären noch die bislang nicht quantifizierten Kosten durch Länder, Kommunen und Genehmigungen hinzuzurechnen. Die Bürokratiekosten für die Bürger selbst sind in diesen Zahlen nicht enthalten.

### Bürokratiekosten in deutschen Arzt- und Zahnarztpraxen
Jährlich entstehen für Zahnarzt- und Arztpraxen Bürokratiekosten im Umfang von 4,33 Milliarden Euro (Stand: August 2015). Dies ist das Ergebnis des Projekts „Mehr Zeit für Behandlung - Vereinfachung von Verfahren und Prozessen in Arzt- und Zahnarztpraxen“ des Nationalen Normenkontrollrats (NKR). Projektpartner des Nationalen Normenkontrollrates waren die Kassenärztliche Bundesvereinigung (KBV), die Kassenzahnärztliche Bundesvereinigung (KZBV), die Bundeszahnärztekammer (BZÄK) und der Spitzenverband der Gesetzlichen Krankenkassen (GKV-SV). Begleitet wurde das Projekt durch das Bundesministerium für Gesundheit, die Geschäftsstelle des Gemeinsamen Bundesausschusses (G-BA) sowie durch die Geschäftsstelle Bürokratieabbau im Bundeskanzleramt. Die für das Projekt erforderlichen Datenerhebungen und Berechnungen wurden vom Statistischen Bundesamt durchgeführt.

#### BIX
Die KBV veröffentlicht 2016 erstmals einen Bürokratieindex für die vertragsärztliche Versorgung (BIX). 52 Millionen Stunden haben Ärzte und Psychotherapeuten 2016 mit Büroarbeit verbracht. Hiernach beträgt die Bürokratiekostenbelastung im Jahre 2016 je Praxis rund 57 Tage. Im Jahr 2013 lag dieser Aufwand noch bei rund 60 Tagen je Praxis. Die Nettobürokratiekosten sind im gleichen Zeitraum von 2,4 Milliarden Euro auf 2,3 Milliarden Euro leicht gesunken. Der Wegfall der Auszahlungsscheine (Muster 17), die bisher täglich von jeder Kasse in unterschiedlicher Form vorgelegt wurden, hat zu einer Entlastung in den Arztpraxen geführt. Im BIX 2017 wandten Ärzte und Psychotherapeuten etwa 54 Millionen Arbeitsstunden pro Jahr für administrative Pflichten auf, was einem Anstieg von 0,2 % entspricht.